# Oskar Schwerk

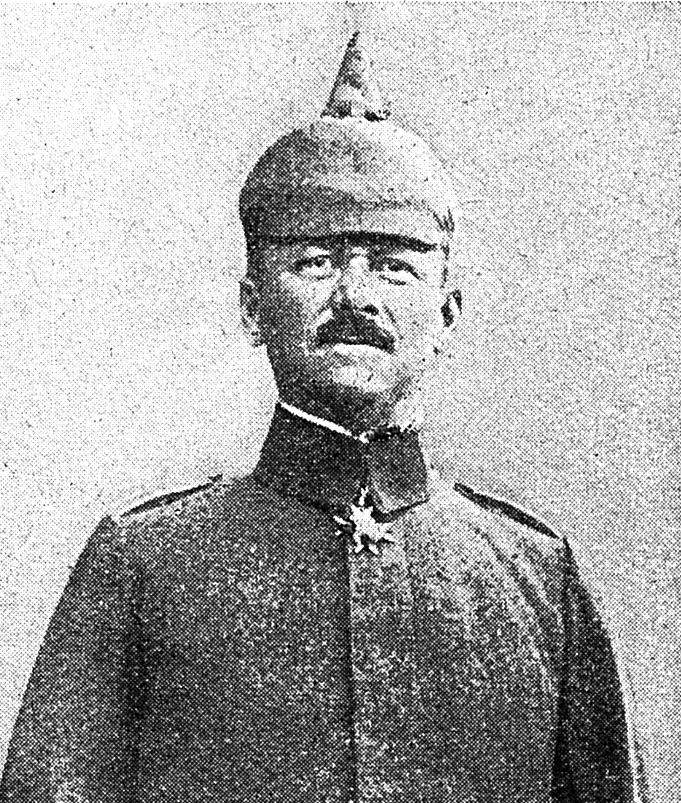
Oskar Schwerk (ca. 1917)

Oskar Schwerk (* 16. Juli 1869 in Hünern, Kreis Trebnitz; † 14. November 1950) war ein deutscher Generalmajor und SS-Obergruppenführer.

## Leben
Der Pastorensohn besuchte das Elisabet-Gymnasium in Breslau. Er trat am 15. Oktober 1887 als Fahnenjunker in das 3. Niederschlesische Infanterie-Regiment Nr. 50 der Preußischen Armee in Rawitsch ein und wurde hier am 15. Januar 1889 zum Sekondeleutnant befördert. Nach seiner am 27. Januar 1896 erfolgten Beförderung zum Premierleutnant stieg er knapp zwei Monate später zum Regimentsadjutant auf. Schwerk wurde am 1. April 1897 in das Infanterie-Regiment Nr. 154 nach Jauer versetzt und war anschließend vom 1. Oktober 1898 bis 18. September 1901 Adjutant beim dortigen Bezirkskommando. In der gleichen Funktion war Schwerk dann bei der 31. Infanterie-Brigade in Trier und wurde hier am 12. September 1902 zum Hauptmann befördert. Als solcher folgte am 27. Januar 1905 seine Ernennung zum Kompaniechef im Infanterie-Regiment „Herwarth von Bittenfeld“ (1. Westfälisches) Nr. 13 in Münster. Zeitgleich mit seiner Beförderung zum Major wurde Schwerk am 21. Februar 1911 Adjutant der 2. Division in Insterburg. Diese Stellung hatte er die kommenden drei Jahre inne und wurde am 22. März 1914 Kommandeur des III. Bataillon im 3. Oberschlesischen Infanterie-Regiment Nr. 62 in Ratibor.

### Erster Weltkrieg
Mit diesem Regiment kämpfte Schwerk nach Ausbruch des Ersten Weltkriegs in Frankreich bei Neufchâteau, an der Maas und den Schlachten bei Varennes und Vaubecourt-Fleury. Im Anschluss daran nahm es an den Rückzugskämpfen teil und war im Oktober bei Reims im Einsatz. Am 12. November 1914 wurde Schwerk schließlich Kommandeur des 4. Niederschlesischen Infanterie-Regiments Nr. 51. Im weiteren Kriegsverlauf beteiligte sich das Regiment bei der 11. Division an der Winterschlacht in der Champagne, im Juni/Juli bei den Kämpfen im Artois sowie im September/Oktober 1915 an der Herbstschlacht bei La Bassée und Arras. Daran schlossen sich die Stellungskämpfe westlich Péronne und im Januar/Februar 1916 die Kämpfe bei Frise an. Zwischenzeitlich war Schwerk am 27. Januar 1916 Oberstleutnant geworden. Im Sommer und Herbst beteiligte sich Schwerk mit seinem Regiment an der Schlacht an der Somme und konnte in seinem Abschnitt mehrfach feindliche Angriffe abschlagen. Für diese Leistungen wurde ihm am 21. September 1916 die höchste preußische Tapferkeitsauszeichnung, der Orden Pour le Mérite verliehen.
Im Frühjahr 1917 stand Schwerk mit seinem Regiment in schweren Abwehrkämpfen im Abschnitt St. Laurent-Tilloy lez Mosslaines. In der Osterschlacht bei Arras überrannten die an Menschen und Material überlegenen Engländer die ersten beiden Stellungen seines Frontabschnitts. Schwerk zog sich daraufhin mit seinem Stab auf die dritte Stellung zurück und leitete von dort aus erfolgreich die Abwehr gegen die im Schutze eines Tanks vorrückende feindlichen Infanterie und konnte den Durchbruchsversuch vom 9. April 1917 verhindern. Schwerk wurde am folgenden Tag durch einen Granattreffer so schwer verwundet, dass die Amputation des linken Beines notwendig wurde. Für seinen persönlichen Einsatz wurde ihm daraufhin als erstem Regimentskommandeur am 2. Mai 1917 das Eichenlaub zum Pour le Mérite verliehen.
Da er aufgrund seiner schweren Verletzung nicht mehr feldverwendungsfähig war, wurde er nach seiner Genesung am 18. Januar 1918 zum Inspekteur der Militärischen Strafanstalten ernannt und am 15. Juli 1918 zum Oberst befördert. Mitte September 1918 folgte dann seine Ernennung zum  Kommandanten von Berlin.

### Zwischenkriegszeit
Mit dem Ende des Kaiserreiches und der Ausrufung der Republik übergab Schwerk am 9. November 1918 diesen Posten an seinen Nachfolger Otto Wels, unter dem er als Zweiter Kommandant bis Heiligabend wirkte. Anschließend wurde er nach Breslau versetzt und zum Inspekteur der dortigen Landwehr-Inspektion ernannt. In dieser Funktion organisierte er die Sicherheitspolizei der schlesischen Hauptstadt bis zu seinem Ausscheiden aus dem aktiven Militärdienst am 31. Januar 1920.
Nach seiner Verabschiedung war Schwerk 1. Vorsitzender der Offiziersvereinigung des ehemaligen 4. Niederschlesischen Infanterie-Regiments Nr. 51 sowie Führer des Provinzial-Kriegerverbandes für Schlesien. Als solcher war er auch Führer der SA-Reserve II in Schlesien. Bei der SA erreichte er den Rang eines Standartenführers.
Zur Zeit des Nationalsozialismus trat er im Mai 1937 der NSDAP bei (Mitgliedsnummer 5.420.196). Er war auch Mitglied der SS (SS-Nr. 276.825) und hatte zuletzt seit dem 16. Juli 1944 den Dienstgrad eines SS-Obergruppenführers. Neben seiner Funktion als Landesführer Südost des NS-Reichskriegerbundes war er für diese Organisation auch Gauführer Südost und Kreisführer Breslau-Stadt. Schwerk erhielt am 27. August 1939, dem sogenannten Tannenbergtag, den Charakter als Generalmajor. Während des Zweiten Weltkrieges war er zudem von September 1943 bis Mai 1945 Beauftragter des Gauleiters für die einheitliche Ausrichtung der Kriegerkameradschaften Gau Niederschlesien.